# Aufschnitt

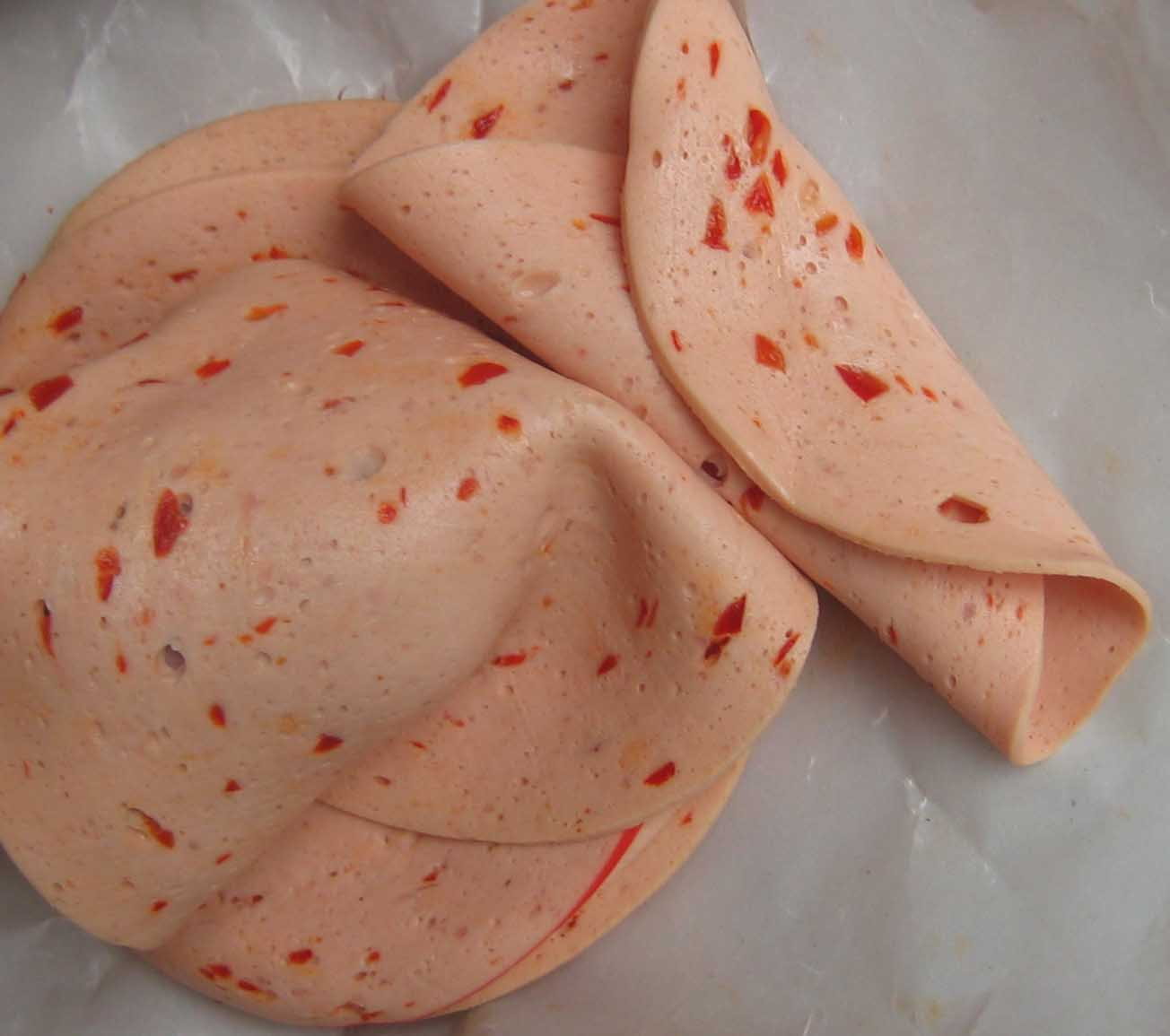
Wurstaufschnitt

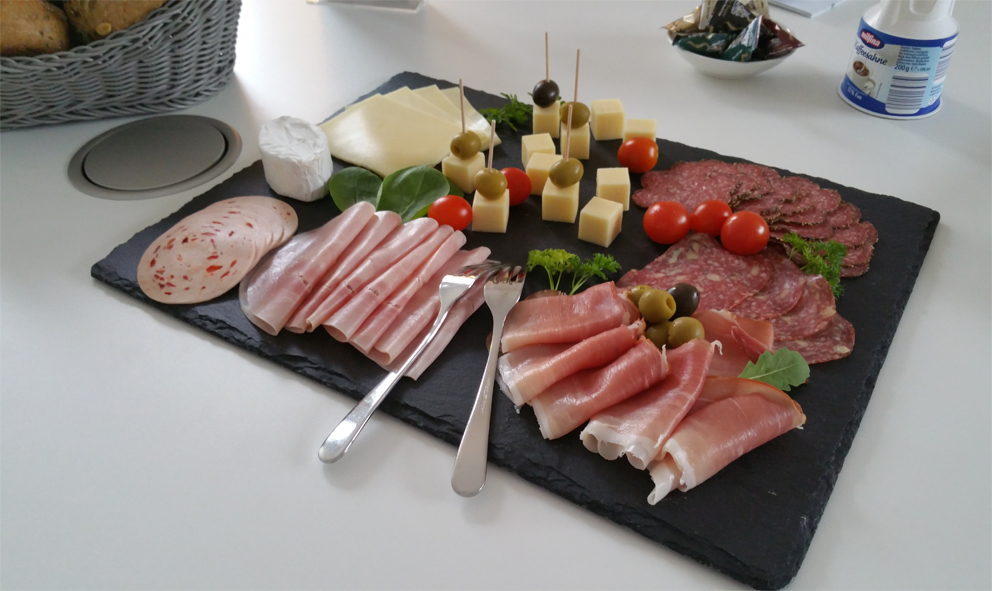
Kalte Platte mit Käse und Wurst

Unter Aufschnitt (in der Schweiz auch: Charcuterie) versteht man geschnittene und zum direkten Verzehr geeignete Wurstwaren, Schinken, Braten oder Schnittkäse. Meistens wird Aufschnitt als Brotbelag verwendet. In Metzgereien und an Fleischtheken in Supermärkten wird Aufschnitt mit einer Aufschnittschneidemaschine frisch geschnitten verkauft. Die Lebensmittelindustrie stellt Aufschnitt aus größeren Stücken her und verkauft die Ware in luftdichten Verpackungen unter Schutzatmosphäre.
Wurstsorten, die für Aufschnitt verwendet werden, sind Brühwurstsorten mit oder ohne Einlage wie Bierschinken, Gelbwurst, Lyoner, aber auch Dauerwurst, beispielsweise Salami. Zum Aufschnitt geeignete Fleischsorten sind Kochschinken, Rohschinken, geräucherter Speck, Bündnerfleisch, Mostbröckli und viele mehr.
Geeignete Käsesorten sind alle Schnittkäse. Die Lebensmittelindustrie verkauft Käse zunehmend in geschnittener Form. Vorteil ist die praktische Handhabung. Nachteilig ist, dass Scheibenkäse schnell austrocknet.
In Restaurants wird Aufschnitt auch als kalte Platte angeboten.